# 채원병가옥
채원병가옥 (蔡元秉家屋)은 대한민국 전북특별자치도 군산시 성산면에 있는 조선 말기 양식의 팔작지붕 형태 한옥이다. 전라북도 민속문화재 제 24호이다.